# Bloomsbury Publishing
Bloomsbury Publishing — незалежне лондонське видавництво, відоме публікацією різножанрових романів, входить до індексу FTSE SmallCap Index. Завдяки публікуванню серії книг Джоан Роулінг про Гаррі Поттера компанія відчула серйозне зростання продажів. Видавництво удостоювалось звання «Видавництво року» 1999 та 2000 року, також надрукувало сатиричний роман Говарда Джейкобсона — Проблема Фінклера, який став лауреатом Букерівської премії 2010 року.

## Історія
Компанія була заснована у 1986 році Найджелом Ньютоном, який раніше працював у кількох видавництвах. У 1995 році видавництво зареєструвалось як публічна компанія з бюджетом у 5,5 млн. £, спеціалізувалось на друкуванні книжок у м'якій палітурці та дитячих книжках.